# Markus Acher

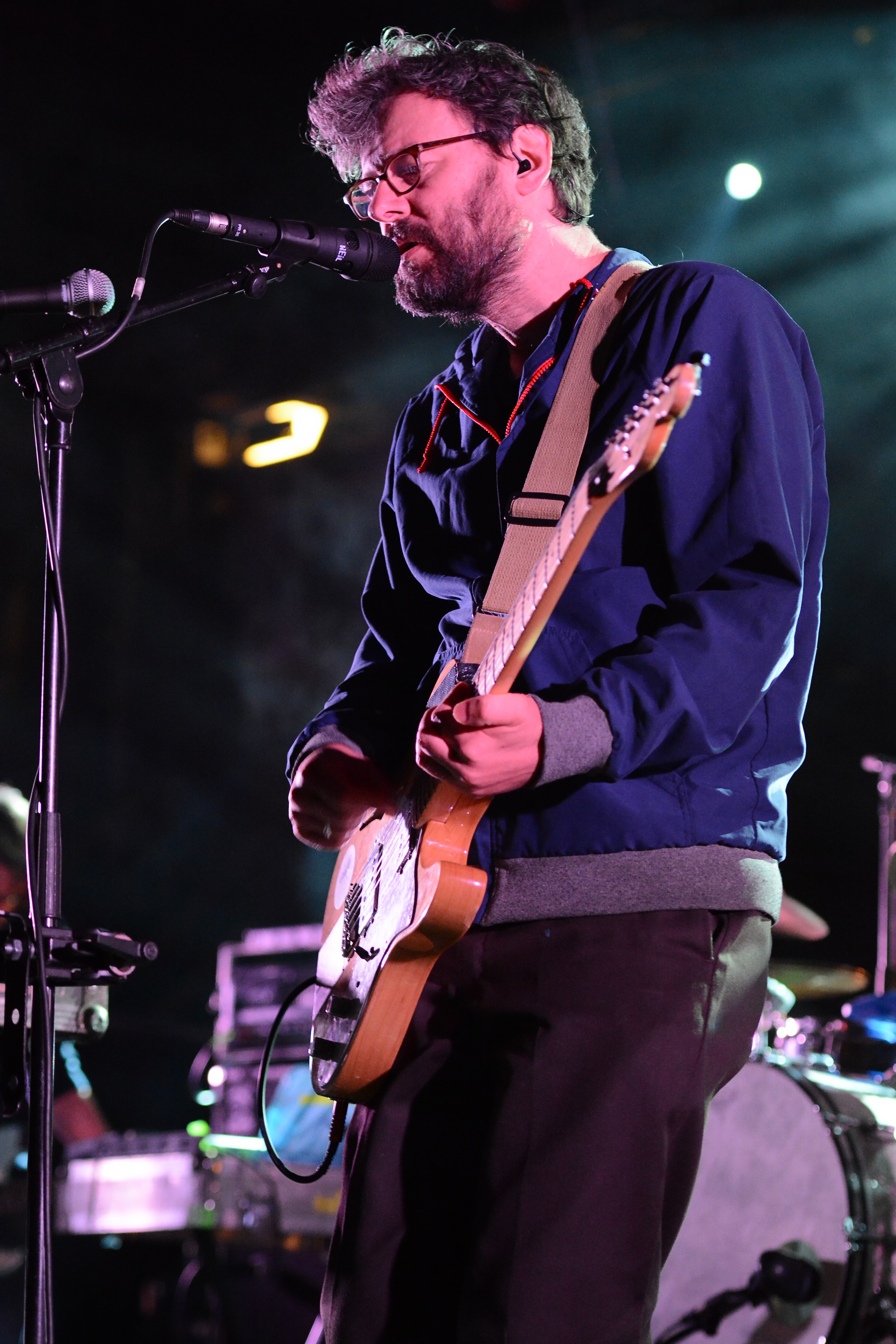
Markus Acher beim Traumzeit-Festival 2014

Markus Acher (* 24. Juni 1967 in Weilheim) ist ein deutscher Sänger, Multiinstrumentalist und Komponist.

## Musik
Markus Acher studierte sowohl Klarinette, Saxophon, Gitarre und Schlagzeug als auch parallel dazu Musikwissenschaft, Amerikanistik und Germanistik. Als Gitarrist und Texter ist er Mitglied der Indie-Band The Notwist. Zudem war er Bassist der Elektronika-Band Lali Puna und ist Schlagzeuger des Elektro-Jazz-Combos Tied & Tickled Trio. Zudem ist er Mitglied in der Experimental-Band Village of Savoonga. Als Solokünstler arbeitet er unter dem Namen Rayon. Zudem spielt er gelegentlich noch, genau wie sein Bruder Micha Acher, bei den New Orleans Dixie Stompers seines Vaters Julius Acher; dort sitzt er am Schlagzeug.  Außerdem arbeitete er mit verschiedenen Künstlern zusammen wie Carrera (in deren Song Time of the Year singt er und spielt Gitarre), Alias (für dessen Song Unseen Sights komponierte er den Text, den er in dem Stück auch singt) oder Zucchini Drive (wo er im Stück Sombre City Gitarre spielt und singt).
Unter dem Namen Rayon verfasste er Soundtracks. Als Komponist schrieb er weiterhin gemeinsam mit seinem Bruder Micha die Musik für Spiel- und Dokumentationsfilme; 2010 erhielt er den Filmmusikpreis in Gold für den Film Sturm. Auch verfasste er mit seinem Bruder die Theatermusik für Inszenierungen von Christian Stückl im Münchner Volkstheater.

## Stil
Eine Art Markenzeichen von Acher ist sein etwas gedämpfter, zerbrechlicher, melancholischer Gesang und seine oft kryptisch-sehnsuchtsvolle Lyrik, in der er sich u. a. mit fehlplatzierten Hoffnungen, Außenseitertum und Einsamkeit beschäftigt.
Er zählt zu den bedeutsamsten Musikern der deutschen Independent-Szene und stellt eine Art Leader der Weilheimer Musik-Szene dar.

## Privates
Acher lebt in München. Mit Valerie Trebeljahr, Sängerin der Formation Lali Puna, hat er zwei Kinder. Acher und Trebeljahr leben getrennt.